# Wielemans
Brouwerij Wielemans-Ceuppens byl pivovar, který existoval v letech 1883 až 1988. Bývalou hlavní budovu využívá od roku 2007 umělecké centrum WIELS.

## Historie
Lambert Wielemans se v roce 1838 oženil s dcerou sládka Idou Ceuppensovou. Manželé provozovali pekárnu, ale od roku 1862 se soustředili na obchod s pivem. Provozovali malý pivovar v Rue Terre Neuve v centru Bruselu. Jejich výroba se skládala z typických bruselských piv: faro, gueuze a lambic, mimo jiná stolní piva. Wielemans zemřel v roce 1863, poté jeho vdova pokračovala ve výrobě piva a v roce 1868 si pronajala pivovar „Riche-Soyez“ v Nieuwlandstraatu v Bruselu. V pivovaru začali pracovat i její synové Edouard, Félix a Prosper. Edouard studoval na pivovarské škole v Leuvenu. V roce 1875 společnost vlastnila Ida se svými syny. Společnost se jmenovala Brouwerij Wielemans-Ceuppens.
V roce 1879 rodina koupila pozemek ve Vorstu (dnes Forest-Vorst). Byl zde postaven nový pivovar, který se od roku 1883 jmenoval „Brasserie Wielemans-Ceuppens“, ačkoli vdova Wielemansová již zemřela. V nové továrně bylo uvařeno nové světlé světlé pivo: Bavière Wielemans. Jeho produkce stoupla na 25 000 hektolitrů ročně, čímž se stal vzkvétajícím pivovarem.
V roce 1885 pivovar zahájil výrobu svých prvních plavých spodně kvašených piv (ležáků) – Bock a Mnichov – která potřebovala stálé chlazení (proto spousta kompresorů pro výrobu chladu). Tato dvě piva byla oceněna medailí v roce 1889 a 1900 v Paříži, v roce 1904 v Saint-Louis (USA) a v roce 1906 v Miláně. V roce 1889 byla postavena nová sladovna.
Prosper Wielemans začal v roce 1889 v De Brouckèrepleinu provozovat 'Café Métropole', kde prodával pivo z rodinného pivovaru. Když získal přilehlou budovu spořitelny, rozhodl se Prosper zřídit zde hotel Hotel Métropole navržený Albanem Chambonem.
V roce 1922 byl pivovar přeměněn z veřejné společnosti na akciovou společnost.
V roce 1930 byla dokončena nová budova pivovaru. Modernistický design Adriena Blomma vytvořil ve své době největší pivovar v Evropě. Tento „Wielemanstoren“ byl oficiálně uveden do provozu, když pivovar oslavil padesát let svého umístění ve Vorstu. Starosta Vorstu Léon Wielemans při té příležitosti blahopřál svému otci Prosperovi.
Během druhé světové války bylo po určitou dobu prakticky nemožné vyrábět pivo. Pivovarská činnost byla obnovena koncem roku 1945.

### Převzetí a uzavření
V roce 1975 Léon Wielemans zemřel a v roce 1978 pivovar převzala společnost Artois. Nový pivovar byl dokončen v roce 1981. Poslední pivo Wielemans bylo uvařeno v roce 1988, když se v roce 1987 společnost Artois sloučila se společností Brouwerij Piedboeuf a vznikla společnost Interbrew. Výroba se poté přesunula do Leuvenu a zaměstnanci začali pracovat v bývalém Brouwerij Piedboeuf v Anderlechtu. V roce 2004 se Interbrew spojil s AmBev, vznikl InBev, v roce 2008 InBev se spojil se společností Anheuser-Busch, vytvořil se Anheuser-Busch InBev (AB InBev).
V roce 2002 byly zchátralé budovy převedeny na město. Po rekonstrukci, která začala v roce 2005, bylo ve starém pivovaru v roce 2007 otevřeno centrum současného umění Wiels (Van Volxemlaan 354, 1190 Forest-Vorst, Belgie)

## Zdroje
- DE KEUKELEIRE (M.), Quand le lambic se fabriquait à Bruxelles, Cahiers de la Fonderie n° 8, pp. 44 à 49.
- HUSTACHE (A.), Forest, Coll. Guides des communes de la Région bruxelloise, Bruxelles, CFC-éditions, 2001, 83 p.
- VAES (J.-P.), Wielemans-Ceuppens. Grandeur et décadence d'une brasserie, Cahiers de la Fonderie n° 8, pp. 13 à 23.
- De Brouwerij Wielemans-Cueppens, website gemeente Vorst
- Website Wiels Archivováno 3. 8. 2020 na Wayback Machine.